# Le Zénith des Enfoirés
Pour les articles homonymes, voir Zénith.
Albums de Les Enfoirés
La Soirée des Enfoirés
(1996) Enfoirés en cœur
(1998)
Le Zénith des Enfoirés est le septième album tiré de la soirée annuelle des Enfoirés. Il est sorti en 1997.

## Liste des morceaux
Les medleys ne seraient pas repris sur l'album[réf. à confirmer].
| n°                                               | Titre                                           | Interprète(s) | Paroles                                  | Musique                                | Interprète(s) original(aux)                                                                                     |
| ------------------------------------------------ | ----------------------------------------------- | --- | ---------------------------------------- | -------------------------------------- | --- |
| 1                                                | Rame                                            | Les Enfoirés | Alain Souchon                            | Laurent Voulzy                         | Alain Souchon                                                                                                   |
| 2. Medley Les chansons qui chantent              | Si on chantait                                  | Muriel Robin | Étienne Roda-Gil                         | Julien Clerc                           | Julien Clerc |
| 2. Medley Les chansons qui chantent              | Le Chanteur abandonné                           | Smaïn | Michel Berger                            | Michel Berger                          | Johnny Hallyday                                                                                                 |
| 2. Medley Les chansons qui chantent              | Je chante                                       | Alain Souchon | Charles Trenet                           | Charles Trenet                         | Charles Trenet                                                                                                  |
| 2. Medley Les chansons qui chantent              | Le Chanteur                                     | Pascal Obispo, Alain Souchon et Muriel Robin | Daniel Balavoine                         | Daniel Balavoine                       | Daniel Balavoine                                                                                                |
| 2. Medley Les chansons qui chantent              | Chante comme si tu devais mourir demain         | Carole Fredericks | Pierre Delanoë                           | Michel Fugain                          | Michel Fugain                                                                                                   |
| 3                                                | Hymne à l'amour                                 | Johnny Hallyday et Patricia Kaas | Édith Piaf                               | Marguerite Monnot                      | Édith Piaf |
| 4                                                | Rockollection                                   | Patrick Bruel, Francis Cabrel, Carole Fredericks, Jean-Jacques Goldman, Les Innocents, Michael Jones, Vanessa Paradis, Pow woW, Alain Souchon et Laurent Voulzy | Alain Souchon                            | Laurent Voulzy                         | Laurent Voulzy                                                                                                  |
| 5                                                | Chanson sur ma drôle de vie                     | Michèle Laroque et Véronique Sanson | Véronique Sanson                         | Véronique Sanson                       | Véronique Sanson                                                                                                |
| 6. Medley Les chansons des uns et des autres     | Lily                                            | Francis Cabrel et Sandrine Kiberlain | Pierre Perret                            | Pierre Perret                          | Pierre Perret                                                                                                   |
| 6. Medley Les chansons des uns et des autres     | Né quelque part                                 | Francis Cabrel | Maxime Le Forestier et Jean-Pierre Sabar | Maxime Le Forestier                    | Maxime Le Forestier                                                                                             |
| 6. Medley Les chansons des uns et des autres     | Qui c'est celui-là                              | Philippe Lavil | Chico Buarque (Adapt. Marie Vassiliu)    | Chico Buarque                          | Pierre Vassiliu                                                                                                 |
| 6. Medley Les chansons des uns et des autres     | L'Aziza                                         | Roch Voisine | Daniel Balavoine                         | Daniel Balavoine                       | Daniel Balavoine                                                                                                |
| 6. Medley Les chansons des uns et des autres     | Je te donne                                     | Philippe Lavil, Roch Voisine et Khadja Nin | Jean-Jacques Goldman et Michael Jones    | Jean-Jacques Goldman                   | Jean-Jacques Goldman et Michael Jones                                                                           |
| 7                                                | Allô maman bobo                                 | Catherine Deneuve et Alain Souchon | Alain Souchon                            | Laurent Voulzy                         | Alain Souchon                                                                                                   |
| 8                                                | L'Envie                                         | Patrick Bruel, Jean-Jacques Goldman, Johnny Hallyday et Roch Voisine                                                                                            | Jean-Jacques Goldman                     | Jean-Jacques Goldman                   | Johnny Hallyday                                                                                                 |
| 9. Medley Les chansons des garçons et des filles | La plus belle pour aller danser                 | Alain Souchon | Charles Aznavour                         | Georges Garvarentz                     | Sylvie Vartan                                                                                                   |
| 9. Medley Les chansons des garçons et des filles | Mon légionnaire                                 | Marc Lavoine et Alain Souchon | Raymond Asso                             | Marguerite Monnot                      | Marie Dubas |
| 9. Medley Les chansons des garçons et des filles | Comme un garçon                                 | Princess Erika | Jean-Jacques Debout                      | Jean-Jacques Debout                    | Sylvie Vartan                                                                                                   |
| 9. Medley Les chansons des garçons et des filles | J'aime les filles                               | Michèle Laroque et Princess Erika | Jacques Lanzmann                         | Jacques Dutronc                        | Jacques Dutronc                                                                                                 |
| 9. Medley Les chansons des garçons et des filles | Mon mec à moi                                   | Philippe Lavil | Didier Barbelivien                       | François Bernheim                      | Patricia Kaas                                                                                                   |
| 9. Medley Les chansons des garçons et des filles | Succès fou                                      | Carla Bruni | Christophe                               | Christophe                             | Christophe |
| 9. Medley Les chansons des garçons et des filles | Tous les garçons et les filles                  | Carla Bruni, Michèle Laroque, Philippe Lavil, Marc Lavoine, Princess Erika et Alain Souchon                                                                     | Françoise Hardy                          | Françoise Hardy et Roger Samyn         | Françoise Hardy                                                                                                 |
| 10                                               | Pas de Boogie Woogie                            | Carole Fredericks, Mimie Mathy et Pow woW | Layng Martine Jr (Adapt. Eddy Mitchell)  | Layng Martine Jr                       | Eddy Mitchell                                                                                                   |
| 11                                               | Mes mains sur tes hanches                       | Fanny Ardant et Patrick Bruel | Salvatore Adamo                          | Salvatore Adamo                        | Salvatore Adamo                                                                                                 |
| 12. Medley Les chansons qui nous réchauffent     | San Francisco                                   | Jean-Jacques Goldman | Maxime Le Forestier                      | Maxime Le Forestier                    | Maxime Le Forestier                                                                                             |
| 12. Medley Les chansons qui nous réchauffent     | Dans la maison vide                             | Zazie | Jean-Loup Dabadie et Michel Polnareff    | Paul de Senneville                     | Michel Polnareff                                                                                                |
| 12. Medley Les chansons qui nous réchauffent     | Je reviens chez nous                            | Michèle Laroque | Jean-Pierre Ferland                      | Jean-Pierre Ferland                    | Jean-Pierre Ferland                                                                                             |
| 12. Medley Les chansons qui nous réchauffent     | La Maison près de la fontaine                   | Yves Lecoq | Nino Ferrer                              | Nino Ferrer                            | Nino Ferrer |
| 13                                               | Message personnel                               | Emmanuelle Béart, Elsa, Pascal Obispo et Laurent Voulzy | Françoise Hardy et Michel Berger         | Michel Berger                          | Françoise Hardy                                                                                                 |
| 14                                               | Les Élucubrations                               | Muriel Robin et Patrick Timsit (courte participation de Johnny Hallyday)                                                                                        | Antoine                                  | Antoine                                | Antoine |
| 15                                               | Et moi, et moi, et moi                          | Jane Birkin et MC Solaar | Jacques Lanzmann                         | Jacques Dutronc                        | Jacques Dutronc                                                                                                 |
| 16                                               | Tandem                                          | Francis Cabrel et Vanessa Paradis | Serge Gainsbourg                         | Franck Langolff                        | Vanessa Paradis                                                                                                 |
| 17                                               | Cœur de loup                                    | Dave, Maxime Le Forestier et Zazie | Juan d'Oultremont et Philippe Lafontaine | Philippe Lafontaine                    | Philippe Lafontaine                                                                                             |
| 18. Medley Les chansons des saisons              | Il a neigé sur Yesterday                        | Mimie Mathy | Marie Laforêt                            | Marie Laforêt                          | Marie Laforêt                                                                                                   |
| 18. Medley Les chansons des saisons              | Le Soleil de ma vie                             | Mimie Mathy et Pierre Palmade | Stevie Wonder (Adapt. Jean Broussolle)   | Stevie Wonder                          | Brigitte Bardot et Sacha Distel                                                                                 |
| 18. Medley Les chansons des saisons              | Tombe la neige                                  | Jean-Jacques Goldman | Salvatore Adamo                          | Salvatore Adamo                        | Salvatore Adamo                                                                                                 |
| 18. Medley Les chansons des saisons              | Le Lundi au soleil                              | Marc Lavoine | Jean-Michel Rivat et Franck Thomas       | Patrick Juvet                          | Claude François                                                                                                 |
| 18. Medley Les chansons des saisons              | Le Paradis blanc                                | Jean-Jacques Goldman et Véronique Sanson | Michel Berger                            | Michel Berger                          | Michel Berger                                                                                                   |
| 18. Medley Les chansons des saisons              | Le soleil donne                                 | Marc Lavoine et Princess Erika | Alain Souchon                            | Laurent Voulzy                         | Laurent Voulzy                                                                                                  |
| 18. Medley Les chansons des saisons              | La Gadoue                                       | Jane Birkin | Serge Gainsbourg                         | Serge Gainsbourg                       | Serge Gainsbourg                                                                                                |
| 19                                               | Il venait d'avoir 18 ans                        | Caroline Cellier et Pierre Palmade | Serge Lebrail et Pascal Sevran           | Pascal Auriat et Jean Bouchéty         | Dalida |
| 20. Medley Les chansons qui aiment               | Love me, please love me                         | Laurent Voulzy | Frank Gérald et Michel Polnareff         | Michel Polnareff                       | Michel Polnareff                                                                                                |
| 20. Medley Les chansons qui aiment               | Je t'aimais, je t'aime et je t'aimerai          | Maxime Le Forestier | Francis Cabrel                           | Francis Cabrel                         | Francis Cabrel                                                                                                  |
| 20. Medley Les chansons qui aiment               | L'été indien                                    | Maxime Le Forestier, Thierry Lhermitte, Smaïn et Laurent Voulzy                                                                                                 | Pierre Delanoë et Claude Lemesle         | Toto Cutugno et Vito Pallavicini       | Joe Dassin |
| 20. Medley Les chansons qui aiment               | Je vais t'aimer                                 | Roch Voisine | Michel Sardou et Gilles Thibaut          | Jacques Revaux                         | Michel Sardou                                                                                                   |
| 20. Medley Les chansons qui aiment               | Que je t'aime                                   | Philippe Lavil | Gilles Thibaut                           | Jean Renard                            | Johnny Hallyday                                                                                                 |
| 21                                               | La chanson de Prévert                           | Jane Birkin, Sandrine Kiberlain, Yves Simon et Alain Souchon | Serge Gainsbourg                         | Serge Gainsbourg                       | Serge Gainsbourg                                                                                                |
| 22                                               | Here's to you (La Ballade de Zacco et Vanzetti) | Nana Mouskouri et I Muvrini | Joan Baez (Adapt. Georges Moustaki)      | Ennio Morricone                        | Joan Baez |
| 23. Medley Les chansons d'ici et d'ailleurs      | Toulouse                                        | Patrick Bruel | Claude Nougaro                           | Christian Chevallier et Claude Nougaro | Claude Nougaro                                                                                                  |
| 23. Medley Les chansons d'ici et d'ailleurs      | Il est cinq heures, Paris s'éveille             | Patrick Bruel et Yves Simon | Jacques Lanzmann et Anne Segalen         | Jacques Dutronc                        | Jacques Dutronc                                                                                                 |
| 23. Medley Les chansons d'ici et d'ailleurs      | So Far Away From L.A.                           | Elsa | Nicolas Peyrac                           | Nicolas Peyrac                         | Nicolas Peyrac                                                                                                  |
| 23. Medley Les chansons d'ici et d'ailleurs      | J'ai rêvé New York                              | Pierre Palmade | Yves Simon                               | Yves Simon                             | Yves Simon |
| 24                                               | Fais-moi une place                              | Emmanuelle Béart et Marc Lavoine | Françoise Hardy                          | Julien Clerc                           | Julien Clerc |
| 25                                               | Ma gueule                                       | Dave et Yves Lecoq | Gilles Thibaut                           | Philippe Bretonnière                   | Johnny Hallyday                                                                                                 |
| 26. Medley Les chansons qui colorent la vie      | Couleur menthe à l'eau                          | Carla Bruni | Eddy Mitchell                            | Pierre Papadiamandis                   | Eddy Mitchell                                                                                                   |
| 26. Medley Les chansons qui colorent la vie      | Les mots bleus                                  | Pascal Obispo | Jean-Michel Jarre                        | Christophe                             | Christophe |
| 26. Medley Les chansons qui colorent la vie      | Pigalle la blanche                              | Francis Cabrel | Bernard Lavilliers                       | Eric Dufaure                           | Bernard Lavilliers                                                                                              |
| 26. Medley Les chansons qui colorent la vie      | Colore                                          | Les Innocents | Les Innocents                            | Les Innocents                          | Les Innocents                                                                                                   |
| 27                                               | Ma plus belle histoire d'amour                  | Muriel Robin | Barbara                                  | Barbara                                | Barbara |
| 28                                               | Sauver l'amour                                  | Les Enfoirés | Daniel Balavoine                         | Daniel Balavoine                       | Daniel Balavoine                                                                                                |
| 29                                               | La Chanson des Restos                           | Les Enfoirés | Jean-Jacques Goldman                     | Jean-Jacques Goldman                   | Nathalie Baye, Coluche, Catherine Deneuve, Michel Drucker, Jean-Jacques Goldman, Yves Montand et Michel Platini |

## Artistes présents
Cette année il y avait 42 artistes présents
- Fanny Ardant (Première participation)
- Emmanuelle Béart
- Jane Birkin
- Patrick Bruel
- Carla Bruni
- Francis Cabrel
- Caroline Cellier (Première participation)
- Dave (Première participation)
- Catherine Deneuve
- Elsa (Première participation)
- Carole Fredericks
- Jean-Jacques Goldman
- Johnny Hallyday
- I Muvrini (Première participation)
- Les Innocents
- Michael Jones
- Patricia Kaas
- Sandrine Kiberlain (Première participation)
- Michèle Laroque (Première participation)
- Philippe Lavil
- Marc Lavoine
- Yves Lecoq
- Maxime Le Forestier
- Thierry Lhermitte
- Mimie Mathy
- MC Solaar (Première participation)
- Nana Mouskouri (Première participation)
- Khadja Nin (Première participation)
- Pascal Obispo (Première participation)
- Pierre Palmade
- Vanessa Paradis
- Pow woW
- Princess Erika
- Muriel Robin
- Véronique Sanson
- Yves Simon (Première participation)
- Smaïn
- Alain Souchon
- Patrick Timsit
- Roch Voisine (Première participation)
- Laurent Voulzy
- Zazie (Première participation)

## Musiciens
- Basse, Arrangements & Direction d'Orchestre : Guy Delacroix
- Batterie : Laurent Faucheux
- Percussions : Emmanuelle Lavau
- Claviers : Gilles Erhart & Jean-Yves Bikialo
- Guitares : Manu Vergeade & Michel-Yves Kochmann
- Saxophone et flûte : Patrick Bourgoin
- Chœurs : Dany Vasnier, Debbie Davis & Luc Bertin
- Guitares additionnelles : Laurent Voulzy, Jean-Jacques Goldman, Roch Voisine, Maxime Le Forestier & Michael Jones

## Supports
- Le CD ne comprend que les chansons du spectacle, l'intégralité du spectacle (chansons et medleys) ne se trouvent que sur la VHS.
- Il n'existe pas de version DVD de cette édition.

## Classements hebdomadaires
| Classement (1997)            | Meilleure place |
| ---------------------------- | --------------- |
| Belgique (Wallonie Ultratop) | 11              |
| France (SNEP)                | 6               |

## Certifications
| Pays          | Certification | Unités certifiées |
| ------------- | ------------- | ----------------- |
| France (SNEP) | Platine       | 300 000           |